# Blauwe Weeshuis

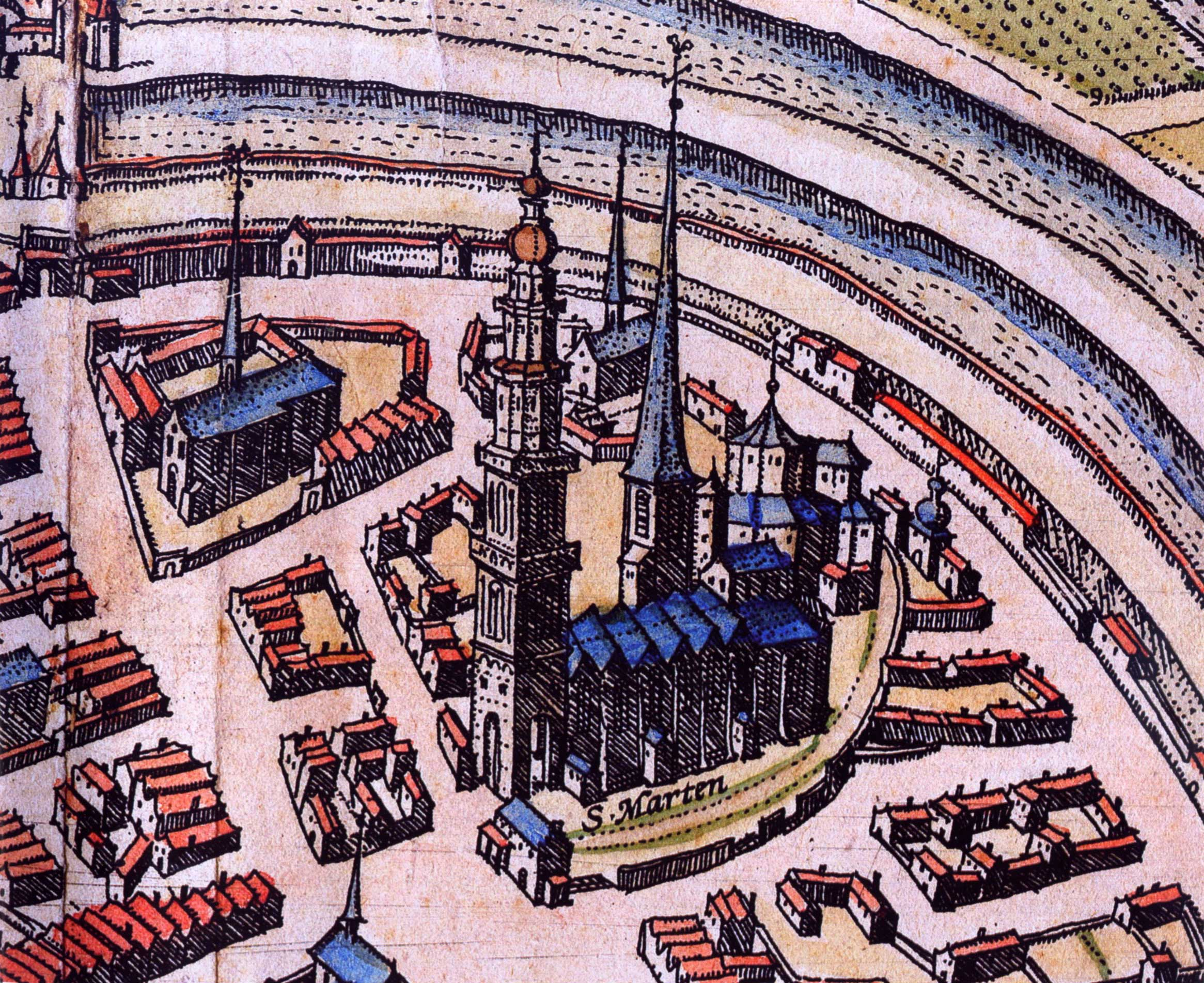
Linksboven het complex van het Jacobijnerklooster in 1575, waar in de 17e eeuw het Blauwe en het Groene Weeshuis zouden worden ondergebracht

Het Blauwe Weeshuis was een in 1660 opgericht tehuis voor weeskinderen in de Nederlandse stad Groningen.
In 1639 werd door de gereformeerde diaconie in het voormalige Jezuïetenhuis aan Popkenstraat een school voor arme kinderen, het breidehuis, gevestigd. In dit breidehuis kregen kinderen, voornamelijk ouderloze of verlaten kinderen, les in lezen, schrijven en breien. De wezen woonden hier niet, maar waren uitbesteed. Nadat er kritiek rees op de gebrekkige gang van zaken binnen deze school werd in 1659 besloten de school om te vormen tot een weeshuis. In 1660 werd het weeshuis ondergebracht in een deel van het voormalige Jacobijnerklooster aan de Oude Ebbingestraat. In dit voormalige kloostercomplex was ook reeds het Groene Weeshuis gevestigd. Op 16 november 1670 werden 68 meisjes en 90 jongens in het Blauwe Weeshuis opgenomen. In 1673 werden het Groene en het Blauwe Weeshuis samengevoegd tot het groene en blaauwe gecombineerde diakenie-kinderhuis, later eenvoudig weg alleen het Groene Weeshuis genoemd. De weeskinderen droegen vanaf het moment van samenvoeging een combinatie van groene en blauwe kleren. De kleuren verwijzen naar de klederdracht van de weeskinderen. Zo was er in Groningen ook nog het Rode Weeshuis of burgerweeshuis, waar de burgerwezen opgenomen werden.